# Marko Kilp
Marko Kilp (* 1. November 1993 in Tallinn) ist ein estnischer Skilangläufer.

## Werdegang
Kilp trat international erstmals im Februar 2011 beim Europäischen Olympischen Winter-Jugendfestival 2011 in Liberec in Erscheinung. Dort belegte er den 51. Platz über 7,5 km Freistil, den 34. Rang über 10 km klassisch und den 11. Platz im Sprint. Im Scandinavian-Cup startete er erstmals im Dezember 2011 in Vuokatti und errang dabei den 120. Platz über 3,75 km Freistil. Im Januar 2012 debütierte er in Otepää im Skilanglauf-Weltcup. Er kam dabei auf den 57. Platz im Sprint. Bei den Nordischen Skiweltmeisterschaften 2015 in Falun erreichte er den 36. Platz im Sprint. Zu Beginn der Saison 2016/17 holte er in Ruka mit dem 13. Platz im Sprint seine ersten Weltcuppunkte. Bei den nordischen Skiweltmeisterschaften 2017 in Lahti belegte er den 50. Platz im Sprint und den 14. Rang zusammen mit Raido Ränkel im Teamsprint. Im Februar 2018 lief er bei den Olympischen Winterspielen in Pyeongchang auf den 18. Platz im Sprint und auf den 17. Rang zusammen mit Karel Tammjärv im Teamsprint. Anfang Februar 2019 wurde er in Otepää estnischer Meister im Sprint. Bei den nordischen Skiweltmeisterschaften 2019 in Seefeld in Tirol errang er den 50. Platz im Sprint und zusammen mit Raido Ränkel den 12. Platz im Teamsprint und bei den Nordischen Skiweltmeisterschaften 2021 in Oberstdorf den 20. Platz im Sprint, den 15. Platz zusammen mit Martin Himma im Teamsprint und den 13. Platz mit der Staffel. Im folgenden Jahr belegte er bei den Olympischen Winterspielen in Peking den 45. Platz im Sprint und den 12. Rang mit der Staffel.

## Teilnahmen an Weltmeisterschaften und Olympischen Winterspielen

### Olympische Spiele
- 2018 Pyeongchang: 17. Platz Sprint klassisch
- 2022 Peking: 15. Platz Staffel, 45. Platz Sprint Freistil

### Nordische Skiweltmeisterschaften
- 2015 Falun: 36. Platz Sprint klassisch
- 2017 Lahti: 14. Platz Teamsprint klassisch, 49. Platz Sprint Freistil
- 2019 Seefeld in Tirol: 12. Platz Teamsprint klassisch, 50. Platz Sprint Freistil
- 2021 Oberstdorf: 13. Platz Staffel, 15. Platz Teamsprint Freistil, 20. Platz Sprint klassisch
- 2023 Planica: 12. Platz Staffel, 12. Platz Teamsprint Freistil, 25. Platz Sprint klassisch